# Nghiên cứu cận tử
Nghiên cứu cận tử (tiếng Anh: Near-death studies) là một lĩnh vực tâm lý học và tâm thần học nghiên cứu sinh lý học, hiện tượng học và dư chấn của trải nghiệm cận tử (TNCT). Lĩnh vực này ban đầu được liên kết với một nhóm các nhà nghiên cứu Bắc Mỹ riêng biệt theo dõi công trình ban đầu của Raymond Moody, về sau đã thành lập Hiệp hội Nghiên cứu Cận tử Quốc tế (IANDS) và Tập san Nghiên cứu Cận tử. Kể từ đó, lĩnh vực này đã mở rộng và hiện có sự đóng góp của nhiều nhà nghiên cứu và nhà bình luận trên toàn thế giới.

## Trải nghiệm cận tử
Trải nghiệm cận tử (TNCT) là trải nghiệm được những người cận kề cái chết trong một cơ sở y tế hoặc phi y tế kể lại. Khía cạnh của chấn thương, và khủng hoảng thể chất, cũng được coi là một dấu hiệu cho hiện tượng này. Theo các nguồn tài liệu người ta ước tính rằng năm phần trăm dân số Mỹ trưởng thành đã ghi nhận trải nghiệm cận tử. Theo IANDS, các cuộc khảo sát (được thực hiện ở Hoa Kỳ, Úc và Đức) cho thấy rằng 4 đến 15% dân số đã trải qua TNCT. Giới nghiên cứu chú tâm vào vai trò của các yếu tố sinh lý, tâm lý và siêu việt liên quan đến TNCT. Những chiều kích này cũng là cơ sở cho ba mô hình giải thích chính cho TNCT.
Một số đặc điểm chung của TNCT bao gồm ấn tượng chủ quan về việc ở bên ngoài cơ thể vật lý; linh ảnh của người thân đã khuất và các nhân vật tôn giáo; siêu việt của bản ngã và ranh giới không thời gian. Giới nghiên cứu TNCT cũng phát hiện ra rằng TNCT có thể không phải là một trải nghiệm độc đáo của phương Tây. Các nhà bình luận lưu ý rằng một số yếu tố và đặc điểm của TNCT dường như giống nhau giữa các nền văn hóa, nhưng các chi tiết của trải nghiệm (thực thể, sinh vật, phong cảnh), và cách giải thích trải nghiệm, khác nhau giữa các nền văn hóa. Tuy nhiên, một số nhà nghiên cứu đã thách thức giả thuyết rằng những tường thuật về trải nghiệm cận tử về cơ bản bị ảnh hưởng bởi các mô hình văn hóa đang thịnh hành.

### Các yếu tố của TNCT
Theo thang đo TNCT trải nghiệm cận tử bao gồm một vài, hoặc một số, trong số 16 yếu tố sau:
1. Thời gian tăng tốc hoặc chậm lại.
2. Quá trình suy nghĩ tăng tốc.
3. Nhớ lại những cảnh tượng trong quá khứ.
4. Cái nhìn sâu sắc đột ngột, hoặc sự hiểu biết thấu suốt.
5. Cảm giác bình yên hay dễ chịu.
6. Cảm giác hạnh phúc, hay niềm vui.
7. Cảm nhận sự hài hòa hoặc thống nhất với vũ trụ.
8. Chạm phải một luồng ánh sáng rực rỡ.
9. Các giác quan cảm thấy sống động hơn.
10. Nhận thức về những thứ đang diễn ra ở nơi khác, như thể bằng nhận thức ngoại cảm (ESP).
11. Trải nghiệm những cảnh từ tương lai.
12. Cảm giác như bị tách khỏi cơ thể.
13. Trải nghiệm một thế giới huyền ảo khác lạ.
14. Bắt gặp một thực thể hoặc sự hiện diện thần bí, hoặc nghe thấy một giọng nói không thể xác định được.
15. Nhìn thấy người đã khuất hoặc linh hồn mang hơi hướng tôn giáo.
16. Sắp đến một biên giới, hoặc điểm không thể quay lại.

Trong một nghiên cứu được công bố trên tạp chí The Lancet van Lommel và các đồng nghiệp đã liệt kê mười yếu tố của TNCT:
1. Nhận thức về cái chết.
2. Cảm xúc tích cực.
3. Trải nghiệm ngoài cơ thể.
4. Di chuyển qua một đường hầm.
5. Giao tiếp với ánh sáng.
6. Quan sát màu sắc.
7. Quan sát một cảnh quan tựa như thiên đàng.
8. Gặp gỡ những người đã khuất.
9. Hồi tưởng cuộc đời.
10. Sự hiện diện của vùng biên giới.

## Ghi nhận và chỉ trích
Chủ nghĩa hoài nghi đối với những phát hiện của các nghiên cứu cận tử, và giá trị của trải nghiệm cận tử như một đối tượng cho nghiên cứu khoa học, đã được phổ biến rộng rãi. Theo Knapton, trên tờ The Daily Telegraph,  chủ đề này, cho đến gần đây, được coi là gây tranh cãi. Nhìn chung, cả các nhà khoa học và chuyên gia y tế đều có xu hướng hoài nghi. Theo các nhà bình luận trong lĩnh vực này, nghiên cứu ban đầu về trải nghiệm cận tử đã vấp phải "sự không tin tưởng về mặt học thuật". Việc chấp nhận TNCT như một chủ đề hợp pháp cho nghiên cứu khoa học được cải thiện, nhưng quá trình này diễn ra chậm chạp. Theo tài liệu "bác sĩ tâm thần đã đóng một vai trò trong việc công nhận hiện tượng "cận tử" cũng như sự phổ biến đối tượng và nghiên cứu sau đó".
Những người hoài nghi đã nhận xét rằng rất khó để xác minh nhiều báo cáo mang tính giai thoại đang được sử dụng làm tài liệu nền để phác thảo các đặc điểm của TNCT.
Biên tập viên và nhà bình luận của tờ Internet Infidels là Keith Augustine đã chỉ trích nghiên cứu cận tử vì đơn giản hóa vai trò của văn hóa trong niềm tin về thế giới bên kia. Ông cũng đã chỉ ra những điểm yếu trong phương pháp luận, sự thiếu dữ liệu và lỗ hổng trong lập luận. Thay vì mô hình trải nghiệm cận tử siêu nghiệm mà ông không thấy hợp lý, ông gợi ý rằng trải nghiệm cận tử là sản phẩm của tâm trí cá nhân chứ không phải là cửa sổ dẫn đến thực tại siêu việt. Lời chỉ trích của ông đã được Greyson giải đáp, cho rằng mô hình duy vật mà Augustine ưa thích được hỗ trợ bởi số liệu thậm chí ít hơn so với "mô hình phân tách tâm-não" được nhiều nhà nghiên cứu trong lĩnh vực nghiên cứu cận tử ưa thích.
Những phát hiện trong quá trình nghiên cứu TNCT vẫn còn dấy lên sự tranh cãi bởi một số cây bút trong lĩnh vực tâm lý học và khoa học thần kinh. Susan Blackmore đã tranh luận về những phát hiện trong quá trình nghiên cứu TNCT, và thay vào đó, lập luận ủng hộ một giải thích về mặt thần kinh hơn. Nhà tâm lý học Christopher French đã xem xét một số lý thuyết có nguồn gốc từ lĩnh vực nghiên cứu cận tử. Điều này bao gồm các lý thuyết đặt ra một thách thức đối với khoa học thần kinh hiện đại bằng cách gợi ý một cách hiểu mới về mối quan hệ giữa tâm trí và não bộ theo hướng của các yếu tố siêu nghiệm, hoặc siêu linh. Đáp lại điều này, người Pháp lập luận ủng hộ cách hiểu khoa học thông thường và đưa ra một số yếu tố phi huyền bí, cũng như lý thuyết tâm lý, có thể giải thích những trải nghiệm cận tử bất chấp những giải thích khoa học thông thường. Tuy nhiên, ông không loại trừ một sự sửa đổi trong tương lai của khoa học thần kinh hiện đại, đang chờ đợi các quy trình nghiên cứu mới và cải tiến.
Jason Braithwaite, Giảng viên Cao cấp về Khoa học Thần kinh Nhận thức tại Trung tâm Khoa học Não bộ Hành vi, Đại học Birmingham, đã đưa ra một phân tích sâu và phê bình về khoa học thần kinh của người sống sót của một số nhà nghiên cứu TNCT, kết luận, "rất khó để biết người ta có thể học được gì từ quan điểm của người theo chủ nghĩa sinh tồn siêu linh đặt ra giả định về sự thật mà nó tìm cách thiết lập, đưa ra các giả định bổ sung và không cần thiết, trình bày sai trạng thái kiến thức hiện tại từ khoa học chính thống và có vẻ kém toàn diện hơn trong phân tích các dữ kiện có sẵn."
Martens lưu ý "việc thiếu danh pháp thống nhất", và "việc không kiểm soát được dân số được nghiên cứu bằng cách loại bỏ các yếu tố gây nhiễu", là những ví dụ về sự chỉ trích nhắm vào nghiên cứu cận tử. Nhưng những lời chỉ trích về lĩnh vực này cũng đến từ các nhà bình luận trong hàng ngũ của chính mình. Trong một bức thư ngỏ gửi cho Ring từ Cộng đồng TNCT đã chỉ ra "vấn đề có thể có sự thiên vị tôn giáo trong các nghiên cứu cận tử". Theo Ring, lĩnh vực nghiên cứu cận tử, cũng như phong trào TNCT lớn hơn, đã thu hút nhiều nhóm tôn giáo và tâm linh, từ một số truyền thống, đưa ra tuyên bố về ý thức hệ thay mặt cho nghiên cứu TNCT. Theo quan điểm của ông, điều này đã làm tổn hại đến tính toàn vẹn của nghiên cứu và thảo luận.